# Renaissance Tower
Der Renaissance Tower ist der zweithöchste Wolkenkratzer in Dallas (Texas, Vereinigte Staaten). Er wurde 1974 fertiggestellt. Zum Zeitpunkt des Baus war er das höchste Gebäude in der Stadt, wurde aber von der Bank of America Plaza mit 281 Metern übertroffen. Das in der Innenstadt befindliche Gebäude ist bis zur Spitze 270 Meter hoch und hat 56 Etagen. Diese werden fast ausschließlich für Büros in Anspruch genommen. Architektonisch zeichnet sich der Turm durch einen quadratischen Grundriss aus, der mit einem Flachdach abschließt. Dieses befindet sich auf einer Höhe von 216 Metern. Über dem Dach folgt eine Metallkonstruktion, die den Bau endgültig abschließt. Durch sie wird auch die strukturelle Endhöhe erreicht. Die Adresse des Gebäudes lautet 1201 Elm Street. 1986 wurde der Turm renoviert.